# Wólka Tyrzyńska
Wólka Tyrzyńska – wieś sołecka w Polsce położona w województwie mazowieckim, w powiecie kozienickim, w gminie Kozienice.
W latach 1975–1998 miejscowość administracyjnie należała do województwa radomskiego.
We wsi znajduje się zabytkowa zagroda z końca XIX wieku (nr rej.: 315/A z 14.08.1985) na którą składa się dom drewniany, chlew, stodoła, spichrz i szopa.
Wierni kościoła rzymskokatolickiego należą do parafii Świętego Krzyża w Kozienicach.